# Syukuro Manabe
Syukuro Manabe (japonsky 真鍋 淑郎, Manabe Šukuró; * 21. září 1931 Šinricu), přezdívaný Suki, je japonsko-americký meteorolog a klimatolog, který se stal průkopníkem v používání počítačů k simulaci klimatických změn. Působí jako vedoucí vědecký pracovník na Princetonské univerzitě. Je členem Národní akademie věd Spojených států amerických.
V roce 2021 získal spolu s Klausem Hasselmannem a Giorgiem Parisim Nobelovu cenu za fyziku za „fyzikální modely zemského klimatu vyčíslující variabilitu a spolehlivost predikcí globálního oteplování“.

## Život
Narodil se v roce 1931 ve vesnici Šinricu. Jeho dědeček i otec byli lékaři, kteří provozovali jedinou kliniku ve vesnici. Střední školu navštěvoval v Šikokučúó a absolvoval Tokijskou univerzitu. Jako student byl ovlivněn četbou prací Johna von Neumanna. V roce 1958 emigroval do Spojených států a pracoval v General Circulation Research Section při Národním úřadu pro oceán a atmosféru.
Od roku 1975 má americké občanství.